# Culex chaguanco
Culex chaguanco is een muggensoort uit de familie van de steekmuggen (Culicidae). De wetenschappelijke naam van de soort is voor het eerst geldig gepubliceerd in 1968 door Casal, García & Fernández.